# 에바라촌 (에히메현)
에바라촌(荏原村)은 에히메현 온센군에 설치된 촌이다.